# ۱۵۸۶ (میلادی)
۱۵۸۶ (میلادی) هزار وپانصد و هشتاد و ششمین سال تقویم میلادی است.

## زادگان
- ۲۰ ژانویه – یوهان شاین، آهنگساز آلمانی (د. ۱۶۳۰)
- ۶ دسامبر – نیکولو تسوکی، ستاره‌شناس و فیزیک‌دان ایتالیایی (د. ۱۶۷۰)

## درگذشتگان
- ۱۷ اکتبر – فیلیپ سیدنی، شاعر و دیپلمات بریتانیایی (ز. ۱۵۵۴)